# Ксантогранулёматозный пиелонефрит
Кса́нтогра́нулемато́зный пиелонефри́т — крайне редкая форма воспаления почечной ткани, характеризующаяся появлением в ней большого количества макрофагов и лимфоидных клеток, содержащих в паренхиме значительное количество включений, напоминающих липидные. Этот тип воспаления, носящий больше продуктивный характер, отличается инфильтративным, «агрессивным» распространением на окружающие ткани, и при гистологическом исследовании может с трудом дифференцироваться от злокачественных новообразований.